# 第4回ジャパンボウル
第4回ジャパンボウルは1979年1月14日、国立競技場で行われたカレッジフットボールのオールスター東西対抗戦。東軍が33-14で勝利した。

## 試合開催前の話題
ペンシルベニア州立大学のQBチャック・ファジナ、アリゾナ州立大学のDEアル・ハリス、ノートルダム大学のCデイブ・ハフマン、QBジョー・モンタナやアーカンソー大学ロン・キャルカグニー(Ron Calcagni)、オハイオ州立大学のLBトム・カズノー、ジョージア工科大学の1000ヤードラッシャー、エディ・リー・アイベリー、ネブラスカ大学のRBリック・バーンズ、アリゾナ州立大学のDBアル・ハリス、NCAA記録となる56本のFGを成功させた、テキサス農工大学の裸足のKトニー・フランクリンが注目された。

## 試合経過
試合前日に雪が降り、グラウンドの土は軟らかくなった。試合当日は風のない絶好のコンディションで行われた。西軍が14-7とリードした第4Q、東軍は、パデュー大学のラッセル・ポープ(Russell Pope)による65ヤードのパントリターンTD、ペンシルベニア州立大学のキッカー、マット・バーのトライフォーポイントで同点、さらに西軍のファンブルで敵陣20ヤード地点で攻撃権を得ると、右オープンに走ったオハイオ州立大学のロン・スプリングスから左コーナーでノーマークとなったQBファジナがパスを受けてTD、自軍がファンブルしたボールをセンターのハフマンがリカバーTDするなど、第4Qに4TDをあげて33-14で勝利した。